# Midnighter
Midnighter è un supereroe fittizio dei fumetti Wildstorm, creato ispirandosi a Batman da Warren Ellis e Bryan Hitch su Stormwatch (vol. 2 numero 4), più famoso per essere un fondatore e membro del supergruppo Authority.
A differenza di Batman, Midnighter ha capacità superumane, e uccide quasi sempre i suoi avversari. Midnighter è visto raramente senza il suo costume e la sua maschera.
Inoltre è dichiaratamente gay.

## Biografia del personaggio

### Prime avventure
Si sa pochissimo sia di Midnighter che del suo compagno Apollo, e il duo è uno fra i più amati dell'universo Wildstorm.
Membro di un "Black Ops" di Stormwatch conosciuto solo a pochi, tra cui Henry Bendix, il primo Weatherman, e intercettati da Jackson King, (il Nick Fury del Wildstorm universe), nel tentare di sequestrare le armi del "Nevada Garden", un deposito di armi appartenente al primo Engineer.
Si è scoperto da un flashback che lui è Apollo sono gli unici membri di questo team sopravvissuti, e che hanno passato cinque anni a scappare da Bendix, e combattere la criminalità per le strade d'America.
Si sono opposti alla cattura da parte di Stormwatch ritenendolo sotto l'orbita di Bendix, ma alla morte di quest'ultimo, hanno accettato di distruggere il Nevada Garden, su ordine di King.
Come ricompensa gli vennero date nuove identità civili e vennero tenuti lontano da Stormwatch.

### Authority
Nel 1999, dopo la saga "Final Orbit", che vedeva Stormwatch venire distrutta, Midnighter è stato uno dei tanti personaggi Stormwatch conservati per il nuovo titolo Wildstorm, Authority.
In esso, Midnighter (con Apollo) viene assunto da Jenny Sparks per un nuovo team, sotto la sua leadership.
Un combattente formidabile con un atteggiamento sardonico, Midnighter incarnava l'impegno della nuova squadra a lottare per un mondo più bello, anche contro gli interessi acquisiti dei vari governi del mondo.
La storia con Apollo, anche se accennata nei numeri precedenti, è stato rivelata in The Authority # 8.
Lo stesso Midnighter fu l'architetto della prima significativa vittoria della squadra, ovvero la sconfitta del pazzo dittatore terrorista Kaizen Gamorra, scoprendo che i supersoldati di Gamorra erano i cloni dei suoi fratelli e di sua madre, e distruggendo con il Carrier non solo il campo di forza che proteggeva Gamorra Island, ma anche la stessa Gamorra Tower, apparentemente uccidendo Gamorra.
Nella seconda saga del supergruppo (Vascelli di Traslazione), Midnighter non ha un ruolo di particolare rilievo, se non che si reca con Jack Hawskmoor alla reggia di Albione; col fine di uccidere Regis, tiranno del nostro mondo nell'altra dimensione.
Nella terza saga del gruppo (Tenebra) Midnighter è uno dei membri di Authority che affronta l'emergenza a Tokyo, e assieme al resto del gruppo entra nel corpo di "Dio", il fantomatico essere piramidale che si ritiene abbia creato la Terra.

### In singolo
La prima saga della serie personale di Midnighter è "Killing Machine", nella quale un misterioso uomo d'affari tedesco riesce a ricattare il "notturno guerrafondaio", costringendolo a tornare nel passato e uccidere Hitler; Midnighter non uccide il dittatore per non modificare la linea del tempo, ma riesce a ritornare nel presente e vendicarsi.
La seconda serie (Anthem) vede Midnighter cercare tracce di ciò che era e del perché si è unito a Bendix; scoprirà solamente di essere braccato da una società terrorista: Anthem; inoltre in questa saga scopriamo che la sua città natale si chiama Harmony e che il suo vero nome è Lucas Trent.

## Versioni alternative
In uno speciale Wildstorm abbiamo fatto la conoscenza di Plutone e Daylighter, che erano esattamente opposti ad Apollo e a Midnighter, che pensavano fossero omofobi; in realtà anche loro erano una coppia gay, solo che si erano lasciati.
Nel numero 6 della sua serie personale abbiamo conosciuto un samurai giapponese con doti simile alle sue innamorarsi di un guerriero cinese molto simile ad Apollo.
In Gen¹³ (volume 4) numero 11, una versione adolescente di Midnighter è parte di un team chiamato "The Authori-Teens" col nome di Daybreaker. Kid Apollo, analogo di Apollo non sembra essere apertamente gay, ma i loro sentimenti per l'altro sono evidenti; Kid Apollo si dice "eccessivamente protettivo" nei confronti di Daybreaker.

## Storia editoriale
A parte alcuni numeri di Stormwatch e la stragrande partecipazione nei numeri di Authority, Midnighter ha avuto una serie regolare e uno spin-off.

### Serie personale
Midnighter (gennaio 2007 - agosto 2008): finora l'unica serie regolare con protagonista un membro di Authority.
Durata 20 numeri, la serie è stata scritta per i primi sei numeri da Garth Ennis. Dopo un rapido alternarsi di sceneggiatori come Brian K. Vaughan, Christos Gage, Jimmy Palmiotti e Justin Gray, dal numero 10 sino alla sua conclusione è stata scritta da Keith Giffen.
Vari gli autori che si sono occupati dei disegni, tra i quali i più presenti sono Chris Sprouse (in coppia con Garth Ennis) e Lee Garbett.
L'intera serie è stata raccolta in tre volumi:
- Midnighter vol. 1: Killing Machine, che raccoglie i numeri 1-6.
- Midnighter vol. 2: Anthem, che raccoglie i numeri 7 e 10-15.
- Midnighter vol. 3: Assassin8, che raccoglie i numeri 8-9 e 16-20 (a dicembre 2008).

In Italia la Magic Press traduce e pubblica la serie in volumi:
- Midnighter (vol. 1): Macchina per uccidere, che raccoglie i numeri 1-6 (2008).
- Midnighter (vol. 2): Anthem, che raccoglie i numeri 7 e 10-15 (2008).

### Grifter & Midnighter
Grifter and Midnighter (maggio 2007 - ottobre 2007): miniserie in sei numeri con protagonisti Grifter e Midnighter, i due membri "solitari" degli Wildcats e di Authority.
La miniserie è stata raccolta in un volume unico.
In Italia la Magic Press ha tradotto e pubblicato la miniserie in un analogo volume, intitolato Grifter & Midnighter: Unione incivile.
| Controllo di autorità | LCCN (EN) no2024011376 |